# Пій V
Святий Пій V (17 січня 1504 — 1 травня 1572), в миру Антоніо Мікеле Гіслієрі італ. Antonuo Michele Ghislieri) — папа римський, який правив 6 років, з 7 січня 1566 по 1 травня 1572 року.

## Походження
Антоніо Гіслієрі народився 17 січня 1504 року в Боско (поблизу Алессандрії) в бідній родині. У 14 років він вступив до домініканського ордену. Весь перейнявся аскетизмом і фанатично ненавистю до єретиків. Після закінчення навчання виконував функції інквізитора у Південній Італії, а пізніше — у Римі. Діяв з такою жорстокістю, що населення ледь не побило його камінням. Дізнавшись про його старанності, його попередник Павло IV викликав його до Риму, зробив членом римської інквізиції, єпископом Непі, а у 1577 році кардиналом.

## Понтифікат
Вже обраний папою, Гіслієрі залишився суворою людиною, аскетом, що вимагав від себе й інших дотримання заборон. Вважалося, що він збирався увесь Рим перетворити на один великий монастир. Інквізиція беззаперечно виконувала соборні постанови, відправляючи у вигнання єпископів-кар'єристів, бродячих монахів й неповоротких парафіяльних священників. Пій V ніколи не пом'якшував вироків церковних судів, дозволяв тортури і жорсткі покарання. Був покровителем лише одного непота, нав'язавши йому аскетичний спосіб життя. Найважче папі давалася реформа в інших країнах. Релігійні війни не сприяли реалізації контрреформаційнної політики папи.
Найбільшим здобутком Пія V було створення Священної антитурецької ліги, армада якої (вона складалася з союзних венеційських й іспанських кораблів) розбила при Лепанто флот султана Селіма II (7 жовтня 1571). Невдовзі після цієї перемоги папа помер. Його канонізував Климент XI у 1712 році. В 1567 Пій V проголосив Фому Аквінського доктором церкви. 1570 року вийшло у світ перше видання всіх праць цього теолога (17 томів).
Аскетом і інквізитором залишився Пій і на папському престолі, на якій зійшов в 61 рік. Разом з грішниками босоніж і не покритою головою йшов в паломництва і хресні ходи «грішників, що каються». Під дорогими Папськими шатами він носив жорстку волосяницю і грубу одіж домініканського ченця.
Коли Папі в суп для підтримки здоров'я поклали шматочок м'яса, він мало не відлучив від Церкви і не піддав інквізиції свого особистого кухаря. Видав безліч указів на викорінення богохульства. У Римі заборонені були святкові розваги; за порушення цього припису знатні платили штраф, а незнатні вперше отримували церковне покаяння, вдруге — публічне бичування, втретє — йшли до в'язниці. Він офіційно лікарям заборонив лікувати тих католиків, які давно не причащалися і не відвідували Церкву.
Наказувати виявляти і публічно бичувати неодружених дівчат, які займались проституцією, а всіх хлопців, що займаються проституцією, спалювати на вогнищах. У монастирях була заведена така дисципліна, що монахи і монахині з відчаєм розбігалися. Черницям заборонив тримати псів, оскільки підозрював, що його черниці вступають з псами в статеву близькість.
Всім жінкам у Римі заборонив оглядати статуї оголених чоловіків. А голих людей на фресках та іконах «Страшний Суд» наказав зафарбувати. Папа Пій П'ятий ненавидів жінок, проте мав трьох дітей. Він мріяв все місто Рим перетворити в чоловічий монастир і вигнати з міста з ганьбою всіх повій, проти чого виступили єпископи і сказали, що там де є стриманість, там рука в руку йде і розбещеність, і якщо вигнати повій, то жодна жінка не відчує себе спокійно, коли поблизу неї стоятиме священник.
Однак Папа стояв на своєму і видав розпорядження: 1. Вигнати з міста повій, які дорого надають свої послуги священникам; 2. Решту видати в шлюб і повінчати; 3. Хто не захоче в шлюб, бичувати на площі батогом; 4. Хто помре під батогом, кидати в вигрібну яму; 5. Хто виживе під батогом, вигнати так далеко, щоб ніколи не траплялися Папі на очі.
Такий радикалізм привів до поширення гомосексуальності серед Римського духовенства. Дізнавшись про це, Папа пом'якшав і повелів: гомосексуалів на багаття, а повій залишити в Римі. Однак видав указ, що позашлюбні діти священників не можуть претендувати на спадщину своїх батьків.
Папа заборонив громадянам Риму відвідувати таверни. А за будь-яке слово проти Церкви і папи наказав випалювати язики розпеченою кочергою. Інквізиція карала за злочини, вчинені 20 років тому, причому папа ніколи не пом'якшував вироків, а навпаки, робив догани суддям за недбальство, якщо страт було мало. Часто сам відвідував камери тортур і був присутній на всіх засіданнях Римської інквізиції, виносячи смертні кари.
Як правитель Пій П'ятий відрізнявся невтомною діяльністю, був вільний від непотизму і під страхом відлучення заборонив на майбутнє відбирання церковних володінь. Він намагався заборонити государям накладати нові податки без згоди папи.
Коли Кардинали просили Папу скасувати безшлюбність священників, Папа не тільки не скасував, а й заборонив тримати священникам прислугу жіночої статі.
Він погрожував Максиміліану II поваленням, якщо буде дана свобода протестантам, спонукав Карла IX до кривавих насильств проти гугенотів, послав Альбі, що лютував у Нідерландах, освячену шпагу і капелюха, відлучив від церкви Єлизавету Англійську.
У релігійних війнах закликав не брати в полон ворогів, а вбивати на місці. Наказав вигнати зі святих католицьких місць всіх євреїв. Дозволив жити євреям в Римі, але створив для них гетто і силоміць переселив в нього всіх євреїв. Наказав євреям на грудях носити відзнаки. Папа намагався всіма силами зашкодити розповсюдженню лютеранства. І йому це вдалося.
У 1712 році Папа Пій П'ятий був канонізований і це саме видатне досягнення Церкви, що на Папському престолі знову був святий Папа. Адже 68 його попередників, а це майже 500 річна історія Римської Церкви, не були канонізовані і не вважались святими.